# Willem de Vlamingh
Willem Hesselsz de Vlamingh (november 1640 – ok. 1698) je bil nizozemski pomorski kapitan, ki je v poznem 17. stoletju raziskoval osrednjo zahodno obalo Nove Holandije (sodobna Avstralija), kjer je pristal v današnjem Perthu ob reki Swan. Misija se je izkazala za neuspešno, vendar je začrtal dele zahodne obale celine.

## Zgodnje življenje
Willem de Vlamingh se je rodil v Oost-Vlielandu na Republiki Nizozemski. Krščen je bil 28. novembra 1640. Leta 1664 je De Vlamingh odplul na Novo deželo in odkril Jelmerland. Leta 1668 se je poročil; njegov poklic je bil skiper na kitolovkah in še vedno je živel na otoku Vlieland.  Leta 1687 sta on in njegova žena prodala svoje stanovanje v Jordaanu.
De Vlamingh se je leta 1688 pridružil Nizozemski vzhodnoindijski družbi in istega leta opravil svoje prvo potovanje v Batavijo. Po drugem potovanju, so ga leta 1694 vprašali, na prošnjo Nicolaesa Witsena, da organizira odpravo za iskanje leta 1681 zgrajene ladje Ridderschap van Holland, kapitanske ladje družbe, ki je bila izgubljena s 325 potniki in posadko na poti v Batavijo leta 1694. Uradniki Nizozemske vzhodnoindijske družbe so verjeli, da je morda pristala na zahodni obali Avstralije.

## Reševalna misija
Leta 1696 je De Vlamingh poveljeval reševalni misiji na zahodni obali Avstralije pri iskanju preživelih iz ladje Ridderschap van Holland, ki je izginila dve leti prej, na krovu pa je bil admiral sir James Couper. Pod njegovim poveljstvom so bile tri ladje: fregata Geelvink, ki ji je poveljeval sam De Vlamingh, Nijptang pod kapitanom Gerritom Collaertom in galiot Weseltje pod kapitanom Cornelisom de Vlaminghom, sinom Willema de Vlamingha. Odprava je odplula iz Texela »strogo inkognito« 3. maja 1696  in zaradi devetletne vojne s Francijo obplula obalo Škotske do Tristana da Cunha. V začetku septembra so tri ladje prispele do Rta dobrega upanja, kjer so ostale sedem tednov zaradi skorbuta med posadko. Tam je Cornelis de Vlamingh prevzel poveljstvo po smrti Laurensa T. Zeemana. 27. oktobra so odpluli po Brouwerjevi pomorski poti v Indijskem oceanu do nizozemske Vzhodne Indije. Na poti proti vzhodu so preverili otok Svetega Pavla in otok Amsterdam, vendar niso našli nobenih razbitin ali preživelih. 5. decembra so odpluli naprej.
29. decembra 1696 je De Vlaminghova skupina pristala na otoku Rottnest. Videl je številne quokke (Setonix brachyurus – Kratkorepi grmičarski kenguru) in misleč, da so velike podgane,  poimenoval 't Eylandt 't Rottenest (Otok podganjih gnezd). Kasneje je o tem zapisal v svojem dnevniku: »Z velikim veseljem sem občudoval ta otok, ki je zelo privlačen in kjer se mi zdi, da narava ni odrekla ničesar, kar bi ga naredilo prijetnejšega od vseh otokov, ki sem jih kdaj videl, saj je zelo dobro zagotavljal človekovo dobro počutje z lesom, kamnom in apnom za gradnjo hiš, manjkalo je le oračev, da bi zapolnili te lepe ravnice. Veliko je soli, obala pa polna rib. V teh dišečih nasadih se ptice slišijo s prijetnim petjem. Zato verjamem, da je izmed mnogih ljudi, ki se želijo osrečiti, veliko takih, ki bi prezirali bogastvo naše države, če bi izbrali tole tukaj, ki bi se zdel raj na zemlji«.
10. januarja 1697 se je podal navzgor po reki Swan. On in njegova posadka naj bi bili prvi Evropejci, ki jim je to uspelo. Prav tako naj bi bili prvi Evropejci, ki so videli črne labode, in De Vlamingh je Labodjo reko poimenoval (Zwaanenrivier v nizozemščini) po velikem številu, ki so jih tam opazili. Posadka se je razdelila na tri skupine v upanju, da bodo ujeli Aborigina, vendar so približno pet dni kasneje opustili svoje prizadevanje, da bi ujeli »domorodca južne dežele«.
22. januarja so pluli skozi kanal Geelvink. Naslednje dni so videli deset golih črnih ljudi. 24. januarja so prešli Red Bluff. Blizu Wittecarre so šli iskat svežo vodo. 4. februarja 1697 je pristal na otoku Dirk Hartog v Zahodni Avstraliji in zamenjal kositrno ploščo, ki jo je zapustil Dirk Hartog leta 1616, z novo, ki je vsebovala zapis o obeh obiskih nizozemskih pomorskih kapitanov. Originalna plošča je ohranjena v Rijksmuseumu v Amsterdamu.
De Vlamingh je s sinom in Collaertom 3. ali 11. februarja 1698 poveljeval povratni floti iz Indije, ki je 16. avgusta prispela v njegovo rojstno mesto Amsterdam. Vendar pa ni gotovo, da je bil De Vlamingh takrat še živ, zapisi o pokopih iz Vlielanda okoli tega časa ne obstajajo. Na prejšnji povratni poti je De Vlamingh Witsenu poslal škatlo s školjkami, sadjem in rastlinjem iz Nove Holandije (Avstralija), pa tudi enajst risb, ki jih je Victor Victorsz naredil na odpravi. De Vlamingh je vključil tudi nekaj črnih labodov, ki pa so med potovanjem poginili. Witsen je risbe ponudil Martinu Listerju. Witsen, ki je vložil v potovanje, je bil razočaran, ker so bili moški bolj zainteresirani za vzpostavitev trgovine kot za raziskovanje. Leta 1699 je William Dampier raziskoval obalo Avstralije in Nove Gvineje.